# Kohlenstoffblase

Kohlenstoffblase (auch „Carbon Bubble“) nach den Berechnungen der Carbon Tracker Initiative 2013

Unter der Kohlenstoffblase (auch „CO2-Blase“ oder „Carbon Bubble“) versteht man eine angenommene Überbewertung von Unternehmen im Bereich der fossilen Brennstoffe, die sich aus der Unvereinbarkeit des auf dem Kopenhagener Klimagipfel vereinbarten 2-°C-Klimazieles sowie der Ausbeutung und Nutzung weiter Teile der momentan bekannten Lagerstätten an fossilen Brennstoffen wie Erdöl, Kohle und Erdgas ergeben soll. Vertreter dieser Theorie sprechen von einer Spekulationsblase.
Da bei einer globalen Erwärmung von ungefähr zwei Grad Celsius das Erreichen von unumkehrbaren Kipppunkten droht, gilt dieser Wert in weiten Teilen der Wissenschaft und internationalen Staatengemeinschaft als nicht verhandelbar. Bei einem weiterhin ungebremsten globalen Treibhausgas-Ausstoß könnte bis Ende der 2020er Jahre ausreichend fossiles CO2 in die Atmosphäre eingebracht worden sein, um diesen Wert zu überschreiten: Um eine Erwärmung um mehr als 2 °C noch zu verhindern, müssten also weite Teile der momentan bekannten Reserven fossiler Energieträger ungenutzt bleiben; dabei droht eine deutliche Wertminderung für zahlreiche Unternehmen der fossilen Energiewirtschaft, die die Förderrechte an einem Großteil dieser Reserven bereits erworben und in ihren Bilanzen als Vermögenswert eingestellt haben. Der Wert dieser fossilen Energiereserven wird mit Verweis auf das Carbon Tracker & Grantham Institute auf 27 Billionen US-Dollar geschätzt. Die Hypothese einer Kohlenstoffblase geht davon aus, dass der Wert dieser Unternehmen gegenwärtig unter der zweifelhaften Annahme bewertet wurde, dass die unter den gegenwärtigen Rahmenbedingungen wirtschaftlich förderwürdigen fossilen Brennstoffreserven auch zukünftig gefördert und verkauft werden können.

## Hintergrund
Die bereits bekannten fossilen Reserven übersteigen das verbleibende „Kohlenstoffbudget“ zur Einhaltung des international vereinbarten 2-°C-Klimaziels um ein Vielfaches. Es muss deshalb davon ausgegangen werden, dass die Unterzeichnerstaaten des Copenhagen Accord in den nächsten Jahren politische Schritte unternehmen werden, um ein weiterhin unkontrolliertes Verbrennen fossiler Brennstoffe zu verhindern.
Sollte es zu solchen Maßnahmen kommen, könnte ein Großteil der bereits bekannten Lagerstätten unangetastet bleiben. Auch ohne neue klimapolitische Maßnahmen kann die weitere Entwicklung und Verbreitung von effizienten und klimafreundlichen Technologien zu einem Wertverfall fossiler Energieträger führen. Dies würde den Wert von Unternehmen und ganzen Volkswirtschaften, die von der Ausbeutung dieser Ressourcen profitiert hätten, drastisch reduzieren. Alleine sieben der zehn größten Unternehmen der Welt sind im Bereich Erdöl und Gas tätig und wären damit von der Kohlenstoffblase direkt betroffen.
Die Mehrheit der wissenschaftlichen Meinungen auf diesem Gebiet besagt, dass ein Verbrennen großer Teile der bisher bekannten Reserven an fossilen Brennstoffen mit einem Begrenzen der globalen Erwärmung auf zwei Grad Celsius nicht vereinbar sei. Eine Erwärmung jenseits dieses Grenzwerts wird jedoch als nicht mehr kontrollierbar angesehen und wurde deshalb 2009 in Kopenhagen einstimmig als unbedingt zu verhindernde Entwicklung anerkannt. Dennoch verwenden zahlreiche Unternehmen z. B. der Erdölbranche weiterhin jährlich mehrere Milliarden Euro, um weitere Lagerstätten zu entdecken. Die Blase wächst also.
In dem Moment, wo sich die Kapitalanleger in diesem Markt der Kohlenstoffblase bewusst werden, würden vermutlich die meisten Gelder schnellstmöglich desinvestiert und die mutmaßliche Überbewertung würde schnell abgebaut.

### Wie groß ist die Kohlenstoffblase?
Die Carbon Tracker Initiative, eine von Finanzanalysten gegründete Londoner Nichtregierungsorganisation trägt Zahlen zur „Carbon Bubble“ zusammen und hat gemeinsam mit der London School of Economics den Bericht Unburnable Carbon veröffentlicht: Er beziffert die Menge an maximal noch zu emittierendem CO2, um das 2-°C-Klimaziel halten zu können, auf weniger als 565 Gt (565 Mrd. Tonnen) CO2 (Stand 2013). Diese Zahlen decken sich in etwa mit dem oben genannten Kohlenstoffbudget des Wissenschaftlichen Beirats der Bundesregierung Globale Umweltveränderungen (WBGU).
Die gesamten weltweit bekannten Lagerstätten an Erdöl, Kohle und Erdgas im Besitz von Unternehmen als auch Regierungen entsprechen, nach Berechnungen der Carbon Tracker Initiative, in etwa 2.795 Gt CO2. Allein die bisher bekannten Lagerstätten enthalten demnach etwa das Fünffache dessen, was die Menschheit, unter der Prämisse den Klimawandel auf 2 °C zu begrenzen, insgesamt noch emittieren darf. Rund 80 % dieser Rohstoffe dürften demnach nicht mehr gefördert werden und müssten als unburnable (engl., dt. unverbrennbar) unerschlossen und ungefördert bleiben.
Die 100 führenden Kohle-, Erdöl- und Gasfirmen verfügen über eine Menge an fossilen Brennstoffen, die 745 Gt CO2-Emissionen entspricht (ebenfalls nach Berechnungen der Carbon Tracker Initiative). Das allein würde ausreichen, um das verbleibende Kohlenstoffbudget der Menschheit zu überschreiten und die globale Erwärmung durch das Erreichen von Kipppunkten möglicherweise unumkehrbar zu machen.
Auch große Investoren wie die Citigroup oder die HSBC hielten deshalb 2013 einen drastischen Absturz des Börsenkurses großer Erdölkonzerne in den nächsten Jahren für denkbar. Eine Studie der HSBC ging von Verlusten bis zu 60 % des Unternehmenswertes aus.

### Divestment-Bewegung

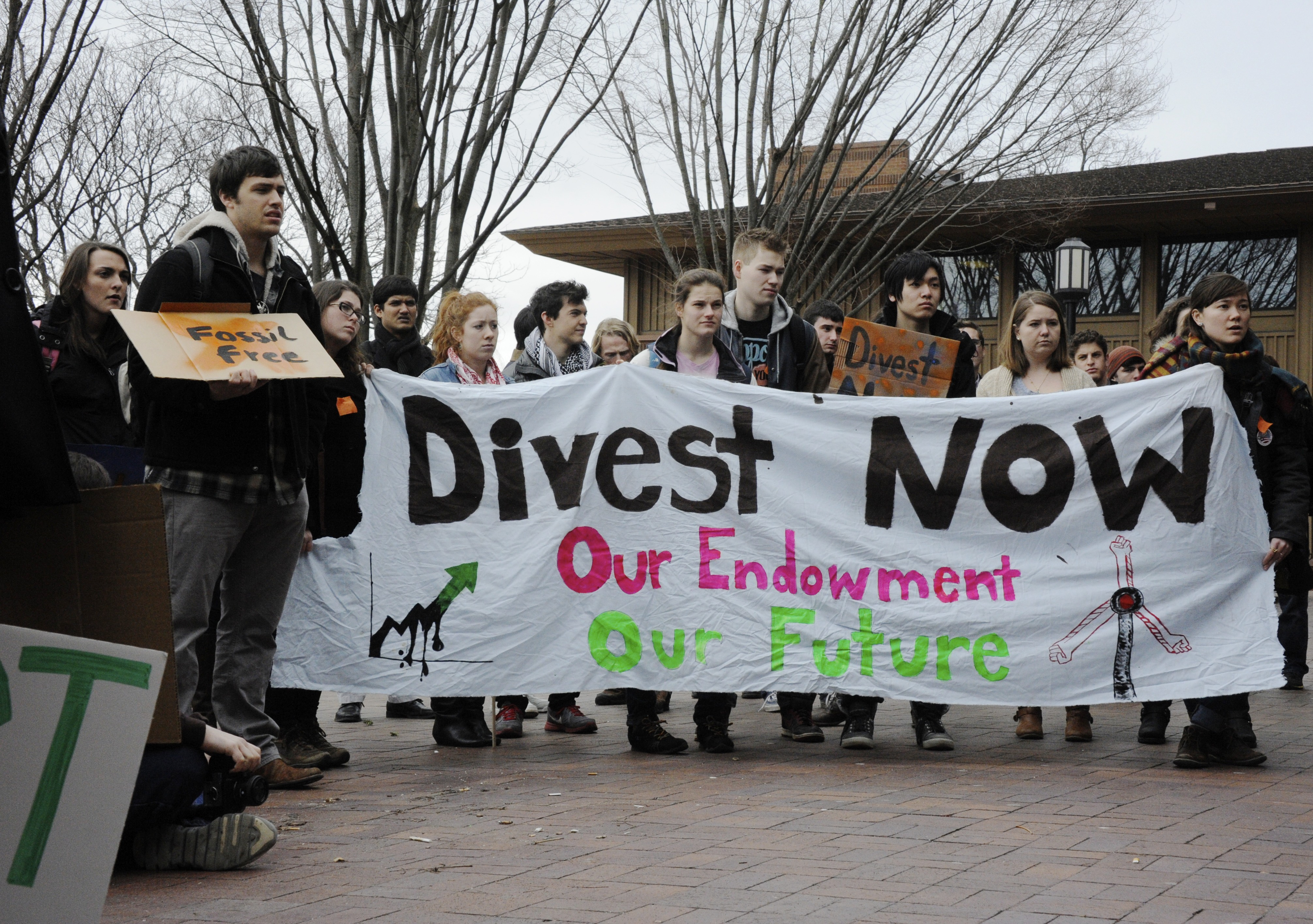
Eine studentische Divestment Gruppe protestiert gegen Geldanlagen der Tufts University (Massachusetts, USA) in die fossile Brennstoffindustrie

Auf Initiative u. a. des US-amerikanischen Umweltschützers und Autors Bill McKibben hat sich in den Vereinigten Staaten in den letzten Jahren eine vergleichsweise starke Klimaschutzbewegung formiert. Einer breiteren Öffentlichkeit wurde das Problem der Kohlenstoffblase erstmals durch Bill McKibbens Artikel „Global Warming’s Terrifying New Math“ im Rolling Stone Magazine vom 19. Juli 2012 bewusst. Er stellt bis heute den am meisten geteilten Beitrag des Magazins in sozialen Netzwerken dar.
Die von McKibben gegründete weltweit tätige Klimaschutzorganisation 350.org hat sich das Ziel gesetzt, möglichst viele öffentliche Gelder aus der fossilen Brennstoffindustrie abzuziehen. Die Divestment-Kampagne der Gruppe richtet sich überwiegend an Städte, Gemeinden, Renten- und Pensionskassen, Hochschulen, Kirchen und andere öffentliche Investoren und versucht diese zu einem Ausstieg aus entsprechenden Investitionen zu bewegen. Hauptargument ist die drohende Börsenblase, die mit Investitionen in fossile Energieträger verbunden ist.
Die Gruppe sagt jedoch selbst, dass der wirtschaftliche Effekt der Kampagne auf die betroffenen Firmen nicht im Mittelpunkt steht. Vielmehr gehe es darum, das Problem der Kohlenstoffblase ins öffentliche Bewusstsein zu bringen und der fossilen Brennstoffindustrie die moralische Legitimation zu entziehen.
In Deutschland ist die Gruppe bisher in Münster, Konstanz und Berlin aktiv. Dabei geht es insbesondere um Kredite der staatlichen KfW-Bank für den Neubau von Kohlekraftwerken.
Als erste deutsche Stadt beschloss Münster im November 2015, keine Gelder mehr in Unternehmen der fossilen Brennstoffindustrie zu investieren.
Im September 2014 erklärte der Rockefeller Brothers Fund, eine karitative Stiftung der Rockefeller-Familie, sein Vermögen in Höhe von 860 Mio. USD vollständig aus Unternehmen der fossilen Energien abziehen zu wollen. Damit haben Stiftungen, Pensionskassen und andere Vermögensverwalter mit einem Gesamtvermögen von über 50 Mrd. USD den Ausstieg erklärt. Die Beteiligung der Rockefeller Familie am Divestment aus fossilen Energien gilt als Meilenstein, weil John D. Rockefeller sein Vermögen maßgeblich mit Öl gemacht hat. Bis Dezember 2016 hatten sich insgesamt 688 Institutionen und 58.399 Einzelpersonen aus 76 Ländern mit einem verwalteten Vermögen von deutlich mehr als 5.000 Milliarden US-Dollar zu einer Form des Divestment verpflichtet, im September 2019 waren es laut Fossil Free 11.480 Milliarden US-Dollar.

### Warnungen vor Stranded Investments
Im Oktober 2013 gründeten Michael Bloomberg, Henry Paulson und Tom Steyer das Risky Business Project, das sich zum Ziel gesetzt hat, die ökonomischen Risiken der Folgen der globalen Erwärmung zu quantifizieren und zu publizieren. Im Juni 2014 wurde ein Report veröffentlicht, der die wirtschaftlichen Risiken der globalen Erwärmung in den USA beschreibt.
Im März 2015 warnte die Bank of England Versicherungsunternehmen vor Investitionen in fossile Energien. Demnach wurden 2013 670 Mrd. US-Dollar in die Suche nach neuen fossilen Lagerstätten investiert; Kapital, das im Zuge voranschreitender Klimaschutzmaßnahmen verloren sein könnte.
Der britische Thinktank Carbon Tracker veröffentlichte im September 2019 den Bericht „Breaking the habit - Why none of the large oil companies are Paris-aligned, and what they need to do to get there“. Der Bericht stellte fest, dass im Jahr 2018 mehr als die Hälfte der Investitionen der großen Öl- und Gaskonzerne auf eine Strategie setzten, die nicht mit dem 1,5-Grad-Ziel von Paris vereinbar ist. Laut Carbon Tracker könnten die Unternehmen Verluste machen, wenn sie ihre Geschäftsmodelle nicht anpassen. Dieses Risiko schrecke zunehmend Investoren ab. Als die University of California im September 2019 ihr Divestment aus der fossilen Industrie bekannt gab, wurde als zentraler Grund die Vermeidung finanzieller Risiken genannt.

### Mögliche Wirkungen
Würde sich die Angst vor einem Wertverlust der Reserven fossiler Energieträger durchsetzen, so wäre für die derzeitigen Besitzer (also vor allem die Ölstaaten) rational, die Fördermenge schnell zu erhöhen, um noch möglichst viel dieser Reserven verkaufen zu können. Solch ein Verhalten würde die Angebotsmenge steigen und die Preise stark fallen lassen. Solch ein „Schlussverkauf“ würde (zumindest kurzfristig) Verbrauch und CO2-Ausstoß steigen lassen.

## Kritik
Der Journalist Tim Worstall führt als Gegenargument auf, dass die Märkte seit jeher den Wert eines Unternehmens nicht nach der gegenwärtigen Situation, sondern nach den in Zukunft zu erwartenden Geschäftsbedingungen bestimmen würden. Würden die Märkte erwarten, dass fossile Energieträger in absehbarer Zeit an Bedeutung verlören, wäre diese Entwicklung bereits in den Marktpreisen berücksichtigt. David Hone von Shell wiederum argumentierte, dass der weltweite Energiebedarf selbst bei maximalem Ausbau erneuerbarer Energien auf absehbare Zeit mit diesen nicht gedeckt werden könne und auf fossile Energieträger daher nicht verzichtet werden könne. Des Weiteren argumentierte er, dass in den kommenden Jahrzehnten die CCS (Carbon Capture and Storage) verstärkt eingesetzt werden müsste, um einen gefährlichen Klimawandel zu verhindern. Richard Tol weist darauf hin, dass die Marktkapitalisierung der im Bereich fossiler Energieträger tätigen Firmen im Einzelnen zwar groß, im Vergleich zum Gesamtmarktvolumen aller gehandelten Unternehmen jedoch klein sei, so dass ihr Verschwinden keine großen Effekte auf die Weltwirtschaft hätte.